# Antti Hyvärinen
Antti Abram Hyvärinen, finski smučarski skakalec in trener, * 21. junij 1932, Rovaniemi, Finska, † 13. januar 2000, Bad Nauheim, Hessen, Nemčija.
Hyvärinen je nastopil na dveh Zimskih olimpijskih igrah, v letih 1952 v Oslu, ko je bil sedmi in 1956 v Cortini d'Ampezzo, ko je kot prvi ne norveški skakalec osvojil naslov olimpijskega prvaka. Na Svetovnem prvenstvu 1954 je bil deveti. Med letoma 1960 in 1964 je bil trener finske skakalne reprezentance.